# Ilyushin DB-4
O Ilyushin DB-4 (DB - Дальний бомбардировщик - Dalniy Bombardirovshchik - bombardeiro de longo-alcance) ou TsKB-56 (TsKB - Tsentral'noye Konstruktorskoye Byuro - gabinete central de construção) foi um bombardeiro bimotor de logo alcance União Soviética o do início dos anos 1940. Foi um desenvolvimento do Ilyushin DB-3 e foi concebido como um substituto para a anterior aeronave, mas apenas dois protótipos foram construídos; problemas com o motor e a necessidade de produção concentrada sobre aeronaves existentes, devido à invasão alemã da União Soviética em Junho de 1941, significava que não foram construídos mais exemplares.

## Projecto e desenvolvimento
No final da década de 1930, o Ilyushin OKB (ou departamento de desenvolvimento), foi encarregado de criar um substituto para o seu bombardeiro DB-3 bimotor de longo alcance. Ilyushin realizou o trabalho de projecto em nova aeronave, que foi dada a designação interna de TsKB-56, em paralelo com o DB-3F (mais tarde designado a Il-4). Enquanto o DB-3F era relativamente uma simples actualização do DB-3, o TsKB-56, que tinha a designação de serviço DB-3, era maior e mais pesado, a fim de cumprir os requisitos para um maior desempenho e uma maior carga de bombas. O DB-4 teve uma construção com uma asa alta para acomodar um grande compartimento de bombas, com uma roda de cauda retráctil, enquanto os  motores radiais do DB-3 foram substituídos pelo novo Klimov M-120, de 18-cilindro com refrigeração líquida, motor de configuração incomum, com três cabeças de seis cilindros dispostos em um "Y" invertido, o que teria que ter uma força para a descolagem de 1.800 hp (1,346 kW). 
For para ter uma tripulação de quatro tripulantes consistindo de um piloto, navegador, artilheiro dorsal e operador de rádio. Armamento Defensivo era constituído por três ShKAS metralhadoras, uma no nariz, uma na torre dorsal e uma através de uma portinhola ventral, enquanto que o compartimento das bombas poderia levar até 1.000 kg (de 2.200 lb)
A proposta de M-120 motores provou ser problemático, e decidiu substituí-los com 1.400 hp (1,044 kW) Mikulin AM-37 V12 motores para permitir que o teste do primeiro protótipo pudesse ser concluída. Esta aeronave, equipada com uma única dorsal vertical, fez o seu voo inaugural no dia 15 de Outubro de 1940, com o piloto de teste Vladimir Kokkinaki em seus controles. A segunda aeronave, com duas dorsais, foi concluída em Novembro de 1940 com M-120 motores, mas estes foram substituídos com o AM-37s antes de ele voou em 20 de Fevereiro de 1941.
Voo de testes mostraram que a aeronave sofria de baixa velocidade, estabilidade, enquanto a fuselagem, com um grande compartimento de bombas, foi sujeito a flexão, resultando em um reforço na cauda e na fuselagem, sendo a integridade estrutural assim fortalecida. Os motores AM-37, enquanto que o desenvolvimento dos anteriores motores AM-35, provou ser confiável, apesar de existirem planos para motores alternativos, como o Shvetsov M-71, motores radiais M-82  e o Charomskiy ACh-30 de motor a Diesel, embora nenhuma dessas alternativas fossem equipadas. A invasão alemã da União Soviética em 1941 levou ao final da produção do DB-4, com as fábricas a evacuar a produção de Moscovo para o Oriente, VVS ordenou ao departamento a concentrar-se no urgentemente nos necessários Il-2 e no Il-4. Os dois protótipos continuaram em uso como bancada de ensaios para a ajuda ao desenvolvimento de versões melhoradas do Il-4 e, mais tarde, o bombardeiro Ilyushin Il-6.